# دونگ چائو
دونگ چائو (انگلیسی: Dong Chao؛ زادهٔ ۵ فوریهٔ ۱۹۸۸) شمشیرباز اهل چین است. وی در بازی‌های المپیک تابستانی ۲۰۲۰ شرکت کرده‌است.